# Pymen (Vojat)
Pymen (světským jménem: Pavlo Mychajlovyč Vojat; * 25. června 1985, Hannivka) je ukrajinský duchovní Ukrajinské pravoslavné církve Moskevského patriarchátu a arcibiskup rovenský a ostrožský.

## Život
Narodil se 25. června 1985 ve vesnici Hannivka Rovenské oblasti.
Po střední škole nastoupil na Kyjevský duchovní seminář a následně na Kyjevskou duchovní akademii. Od září 2010 přednášel na akademii a semináři. O tři roky později dokončil Národní pedagogickou univerzitu M. P. Dragomanova.
Dne 25. dubna 2013 byl metropolitou borispilským a brovarským Antonijem (Pakanyčem) postřižen na monacha se jménem Pymen na počest svatého Pimena (Bělolikova). O tři dny později jej metropolita kyjevský Volodymyr (Sabodan) rukopoložil na jerodiákona a 6. května metropolita Antonij na jeromonacha.
Dne 9. listopadu 2015 byl povýšen na archimandritu. Od roku 2016 vykonával službu blagočinného chrámu Narození přesvaté Bohorodice při Kyjevské duchovní akademii.
Dne 14. března 2018 jej Svatý synod Ukrajinské pravoslavné církve zvolil biskupem dubenským a vikářem rovenské eparchie. Biskupská chirotonie proběhla 25. března v Kyjevskopečerské lávře. Hlavním světitelem byl metropolita kyjevský a celé Ukrajiny Onufrij (Berezovskyj). Od 16. září 2021 se stal dočasným správcem eparchie a 16. listopadu jejím eparchiálním biskupem.
Dne 17. srpna 2022 byl metropolitou Onufrijem povýšen na arcibiskupa.